# Пой, Альдо
Альдо Педро Пой (исп. Aldo Pedro Poy; род. 14 сентября 1945, Росарио, Аргентина) — аргентинский футболист, нападающий.

## Клубная карьера
Альдо Пой начинал свою профессиональную футбольную карьеру в 1965 году в аргентинском клубе «Росарио Сентраль». В нём же он всю её и провёл. С «Росарио Сентраль» Альдо завоевал 2 чемпионских титула в 1971 и 1973 годах. В 1974 году он завершил свои выступления в профессиональном футболе.

## Международная карьера
Альдо Пой попал в состав сборной Аргентины на Чемпионате мира 1974 года. Однако из 6-и матчей Аргентины на турнире Пой не появился ни в одном из них.

## Достижения
«Росарио Сентраль»
- Чемпионат Аргентины (2): Насьональ 1971 (чемпион), Насьональ 1973 (чемпион)